# Зоран Лонгиновић
Зоран Лонгиновић (Праг, 17. мај 1922 — Београд, 5. јун 2004) био је српски филмски и позоришни глумац.

## Филмографија
Глумац  |  Селф  |  
| Глумац | ▲ |
| ------ | - |

Дугометражни филм  |  ТВ филм  |  ТВ серија  |  ТВ мини серија
|                   | 1950 | 1960 | 1970 | Укупно |
| ----------------- | ---- | ---- | ---- | ------ |
| Дугометражни филм | 4    | 8    | 2    | 14     |
| ТВ филм           | 0    | 4    | 0    | 4      |
| ТВ серија         | 0    | 75   | 1    | 76     |
| ТВ мини серија    | 0    | 4    | 0    | 4      |
| Укупно            | 4    | 91   | 3    | 98     |
|           | Назив                        | Улога                            |
| --------- | ---------------------------- | -------------------------------- |
| 1950      | Језеро                       | /                                |
| 1958      | Кроз грање небо              | Рањеник                          |
| 1958      | Госпођа министарка           | Јова Поп-Арсин                   |
| 1959      | Пукотина раја                | Шеф полицијског одјела           |
| 1960-te ▲ |                              |                                  |
| 1961      | Срећа у торби                | Перин комшија (као З Лонгиновић) |
| 1962      | Шеки снима, пази се          | Тон мајстор                      |
| 1962      | Звиждук у осам               | Асистент филмског редитељa       |
| 1963      | Човјек са фотографије        | Агент #1                         |
| 1964      | На место, грађанине Покорни! | Боки (као З Лонгиновић)          |
| 1967      | Скупљачи перја               | Иследник                         |
| 1967      | Златна праћка                | /                                |
| 1969      | Шпијунка без имена           | Рањени енглески војник           |
| 1970-te ▲ |                              |                                  |
| 1970      | Иду дани                     | Цар дривер                       |
| 1973      | Паја и Јаре                  | Трубач                           |
|      | Назив                    | Улога   |
| ---- | ------------------------ | ------- |
| 1962 | Три приче о Џефу Питерсу | /       |
| 1963 | Викенд у небо            | /       |
| 1965 | Сигурно је сигурно       | /       |
| 1969 | Обично вече              | Конобар |
| Од | До | Назив | Улога |
| -- | -- | ----- | ----- |

| 1970-te ▲ | 1970-te ▲ | 1970-te ▲ | 1970-te ▲ |
| --------- | --------- | --------- | --------- |

| Од | До | Назив | Улога |
| -- | -- | ----- | ----- |

| Селф | ▲ |
| ---- | - |

ТВ документарни филм
|      | Назив                    | Улога |
| ---- | ------------------------ | ----- |
| 1966 | Лола Ђукић и Новак Новак | Лично |